# Christopher Loria
Christopher J. Loria, född 9 juli 1960 i Belmont, Massachusetts, är en amerikansk astronaut uttagen i astronautgrupp 16 den 5 december 1996. Han skulle flyga STS-113 som pilot, men han kom aldrig i väg på grund av en ryggskada. Han blev i stället utbytt mot Paul S. Lockhart.